# Brierley
Brierley är en stad i distriktet Barnsley i South Yorkshire i England. Brierley var en civil parish 1866–2016. Civil parish har 7 267 invånare (2011). Staden nämndes i Domedagsboken (Domesday Book) år 1086, och kallades då Breselai/Breselie.